# Thank God It's Friday (televisieprogramma)
Thank God It's Friday was de personalityshow van Claudia de Breij die in het televisieseizoen 2007/08 werd uitgezonden op Nederland 3. Het programma was bedoeld als een afsluiting van de week. De Breij besprak op humoristische wijze het nieuws van de voorgaande week en ontving gasten, zoals Dries Roelvink, Ali B, Jack van Gelder, Georgina Verbaan, Monique van de Ven en Guus Meeuwis. Er was ook een band in de studio die alle tunes live speelde en De Breij begeleidde bij een lied.
Thank God It's Friday werd elke vrijdag om kwart voor tien uitgezonden en trok elke week zo'n 600.000 kijkers. Het eerste en enige seizoen bestond uit 18 afleveringen. In 2009 maakte ze het tv-programma Claudia op Vrijdag.

## Opbouw
Halverwege de reeks werd de opbouw van het programma omgegooid. In plaats van korte gesprekken met meerdere gasten, zoals voorheen, was er nu slechts een gast met wie De Breij de week en meer besprak. Hiermee vervielen heel wat onderdelen.
De liedjes die De Breij zong, waren onder meer afkomstig uit haar theaterprogramma iClaudia.
12 steden, 13 ongelukken · Alles draait om geld · Bergen Binnen · Büch's Boeken · Buitenhof ** · Bureau Kruislaan · Cabaret & Co · Comedytrain presenteert · Deadline · Dr. Ellen · Ernstige Delicten · Factor Giel · Gebak van Krul · GIEL · Herexamen · Hoe bestaat het · Hof van Joosten · Hollands Hoop · In goed gezelschap · Is dat eigenlijk wel zo? · Jules Unlimited · Kanniewaarzijn · Kassa · Kassa 3 · Kinderen geen bezwaar · Kinderen voor Kinderen · Kopspijkers · Kun je het al zien? · Het Lagerhuis · Langs de Leeuw · Langs Sint en De Leeuw · De leugen regeert · Lieve Paul · Lieve Paul & Sint · MaDiWoDoVrijdagshow · De Mega Mike & Mega Thomas Show · Mooi! Weer De Leeuw · Mooi! Weer de Sint · Nieuwslicht · NOVA * · Oppassen!!! · Overspel · Panache · PAU!L · PAU!L en Sint! · Pauls Kadoshow · Pauls Puber Kookshow · Pauw & Witteman · Per Seconde Wijzer · Sint & De Leeuw · Shouf Shouf! · The Sopranos · Stellenbosch ** · Studio Spaan · Thank God It's Friday · Twee voor twaalf · Unit 13 · De verrukkelijke 85 · Vroege Vogels TV · Vuurzee · Waltz ** · De Wereld Draait Door · De wereld van Boudewijn Büch · Wie steelt mijn show? · X De Leeuw · Zembla

*: In samenwerking met NPS en NOS     **: In samenwerking met AVROTROS en VPRO